# Pinyinyi
Pinyinyi ist ein Verwaltungsbezirk (Ward) des Distrikts Ngorongoro in der tansanischen Region Arusha.

## Geografie
Pinyinyi liegt im Norden von Tansania an der Grenze zu Kenia. Der Bezirk umfasst den nördlichen tansanischen Anteil vom Natronsee und dessen Westufer. Dieses steigt von rund 600 Höhenmetern des Sees in einer Steilstufe zu den Crater Highlands auf über 1000 Meter an. Der wichtigste Fluss im Bezirk ist der Pinyinyi, der in den Natronsee mündet.
Der Bezirk grenzt im Norden an Kenia, im Osten an Gelai Lumbwa, im Süden an Engaresero und im Westen an Malambo, Sale, Digodigo und Oldonyosambu. Das Gebiet ist 1033 Quadratkilometer groß und bei der Volkszählung 2022 lebten hier 7689 Menschen in 1662 Haushalten.

## Gliederung
Pinyinyi besteht aus einer Gemeinde (Mtaa) mit fünf Orten (Kitongoji):
| Pinyinyi - Pinyinyi - Masusu - Orbilin - Ndinyika - Embaas |

## Wirtschaft und Infrastruktur
- Gesundheit: Im Bezirk gibt es eine staatliche Apotheke.[9]
- Bildung: Die Lake Natron Secondary School ist eine staatliche weiterführende Schule, die Jugendliche bis zur 4. Stufe ausbildet.[10]